# Nintetic
Nintetic es una localidad del municipio de Larráinzar ubicado en la región de Los Altos del estado mexicano de Chiapas.

## Geografía
La localidad de Nintetic se sitúa en las coordenadas geográficas 16°52′11″N 92°43′17″O / 16.869722, -92.721389, a una elevación de 1,962 metros sobre el nivel del mar.

## Demografía
Según el Censo de Población y Vivienda 2020, efectuado por el Instituto Nacional de Estadística y Geografía, la localidad de Nintetic tiene 350 habitantes, de los cuales 165 son del sexo masculino y 185 del sexo femenino. Su tasa de fecundidad es de 2.98 hijos por mujer y tiene 81 viviendas particulares habitadas.
| Gráfica de evolución demográfica de Nintetic entre 1910 y 2020 |
|                                                                |
| INEGI.                                                         |